# 二条基弘

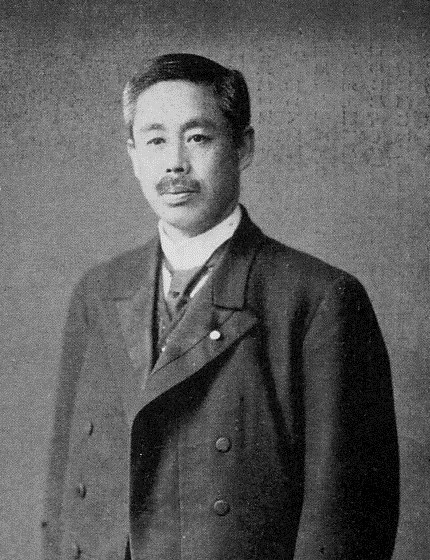
二条基弘

二条 基弘（にじょう もとひろ、安政6年10月25日〈1859年11月19日〉 - 昭和3年〈1928年〉4月4日）は、日本の華族。宮中顧問官、正二位勲二等公爵となる。九条尚忠の八男で、従兄・二条斉敬の養子となる。1890年（明治23年）9月から1920年（大正9年）1月まで貴族院議員を務める。斉敬の実子である二条正麿男爵は義弟。

## 経歴
1884年（明治17年）7月7日華族令の制定に基づき公爵を授けられ華族に列せられる。これは元々明治維新の後1869年（明治2年）には華族制度が創設されており基弘も華族の一員であったが、具体的にそれを裏付ける法的根拠や公爵などの爵位がなかった。また、華族の呼称は本来公家の家格の一つである清華家の別称であった。つまり、二条家は公家の最高位である摂家に位置していながら1884年（明治17年）の令制定まではいわば一段下の族称となっていたのである。基弘は歌や書に優れていたという。公爵の地位から北海道開拓に関った北海道協会会頭をつとめ、明治10年代に設立された写真協会では侯爵徳川篤敬会長のもと副会長に就任する。
1887年（明治21年）、イギリスのケンブリッジ大学に自費留学する。貴族のノブレス・オブリージュを学び、上院の地主貴族の行動に深く影響を受けることとなった。帰国後は、貴族は徒食すべきではないとして1889年（明治23年）9月に貴族院議員となり、政治活動を始める。
1901年（明治34年）には貴族院の院内会派として発足した土曜会の初代幹事長（党首格）となる。1902年（明治35年）には菅原道真の遺徳を称えて「菅原道真千年祭」が挙行されるが、祭を取仕切った北野会会長でもある。同年12月5日弟の正麿が分家し男爵を授爵する。1919年（大正8年）11月29日に隠居し、その旨、翌年1月14日に宗秩寮より貴族院に通牒が届き貴族院公爵議員を退任した。墓所は右京区二尊院。
妻は前田斉泰の三女・洽子。基弘の後は子の厚基が継いだ。厚基（妻:島津泰子（島津長丸と治子の次女））には子が無かった為先の分家筋である弼基（義弟・正麿の子）が後を継ぐ。基弘の女子敬子は鍋島直高夫人、澄子は小津茂郎夫人、承子は平光壽夫人となる。養女・康子（二条正麿二女）は誓康と改名し得浄明院住職となる。

## 栄典
- 1884年（明治17年）7月7日 - 公爵[6]
- 1906年（明治39年）4月1日 - 勲四等旭日小綬章[7]
- 1914年（大正3年）6月18日 - 旭日中綬章[8]
- 1915年（大正4年）11月10日 - 大礼記念章[9]
- 1916年（大正5年）4月1日 - 勲二等瑞宝章[10]